# Kalau vom Hofe
Kalau vom Hofe ist der Name einer Familie, die mit Fabian Kalau vom Hofe (1610–1678) am 7. Mai 1663 in den preußischen Adelsstand erhoben wurde und wohl ursprünglich aus Calau in der Lausitz stammte. Die Namensführung wechselte später teilweise zu Kalau von Hofen oder von Hoven. Der in Mohrungen in Ostpreußen geborene Jurist Fabian Kalau hatte als Geheimer Sekretär und Rat für den Großen Kurfürsten die brandenburgische Landesherrschaft im Herzogtum Preußen installiert und die Güter Prasnicken und Fünflinden erworben. Sein jüngerer Bruder war der lutherische Theologe Abraham Calov.
Mit Mittel-Röhrsdorf im Landkreis Fraustadt lag der namhafteste Grundbesitz der Familie im Raum Posen-Westpreußen. Diese Familienlinie begann mit Hermann von Hoven (1818–1886), verheiratet mit Pauline Quoos (1825–1881), und nahm 1888 die Namensführung Kalau vom Hofe wieder an. Gutserbe wurde im Minorat der Offizier Fritz Kalau vom Hofe (1854–1917). Der ebenso aus Mittel-Röhrsdorf stammende kgl. preuß. Hauptmann Konrad Kalau vom Hofe (1880–1917) war Ritter des Ordens Pour le mérite. Erdmann Kalau vom Hofe-Mittel-Röhrsdorf (1878–1941) wurde Polizei-Oberst und Major a. D. Später wurde mit Schwierse im Landkreis Oels noch ein kleiner Besitz in Schlesien hinzu erworben. 
Aus den anderen Familienzweigen gingen mit Ludwig Kalau vom Hofe (1785–1849) ein Superintendent, mit Benno Kalau vom Hofe (1884–1951) und Ottomar Kalau vom Hofe (1824–1883) Juristen und mit Friedrich Kalau vom Hofe (1858–1945) ein Oberst hervor. Franz Kalau vom Hofe (1855–1934) war kais. dt. Vizekonsul für Paris und Triest.
Waldemar Kalau vom Hofe war Oberregierungsrat und trat 1938 als NSDAP-Mitglied wieder aus dem Johanniterorden aus.

## Bekannte Familienmitglieder (Auswahl)
- Curt Kalau vom Hofe (1850–1936), deutscher Konteradmiral und osmanischer Vizeadmiral, früher van Hoven
- Eugen Kalau vom Hofe (1856–1935), deutscher Konteradmiral
- Marie Kalau vom Hofe (1891– ), deutsche Neurologin und Psychoanalytikerin